# 예당평야
예당평야(禮唐平野)는 충청남도 서북부에 위치한 예산군, 당진시, 서산시, 홍성군 일대에 펼쳐진 평야지대를 일컫는다. 삽교천, 무한천과 곡교천 주변에 형성되어 있다. 평야 대부분을 예산과 당진 지역이 차지하고 있어 예당평야라고 불리게 되었다. 쌀보리와 벼 이모작의 북한계 지역이다.

## 같이 보기
- 한국의 평야